# Justicia maya
Justicia maya är en akantusväxtart som beskrevs av T.F.Daniel. Justicia maya ingår i släktet Justicia och familjen akantusväxter. Inga underarter finns listade i Catalogue of Life.